# Rehsen
Rehsen é uma vila e antigo município da Alemanha localizado no distrito de Wittenberg, estado de Saxônia-Anhalt.
Pertence ao Verwaltungsgemeinschaft de Wörlitzer Winkel. Desde 1 de janeiro de 2011 é parte do município de Oranienbaum-Wörlitz.